# Giancarlo Capucci
Giancarlo Capucci (Lugo, 8 gennaio 1931 – Ravenna, 15 novembre 2019) è stato un calciatore e allenatore di calcio italiano, di ruolo difensore.

## Caratteristiche tecniche
Era terzino ambidestro.

## Carriera
Disputò inizialmente alcuni campionati in Serie C con la maglia del Baracca Lugo, presentandosi fin da giovanissimo come giocatore di talento e dalle rare doti atletiche.
Nel 1951, notato da alcuni osservatori viola, passò alla Fiorentina, con cui disputò il suo primo campionato in Serie A, andando a rinforzare la forte difesa gigliata che già schierava giocatori del calibro di Magnini e Cervato, difensori della Nazionale. A Firenze Capucci disputò cinque stagioni, scendendo in campo complessivamente 42 volte e raggiungendo con la squadra un Terzo posto nel 1953-54 , due quarti posti ('52 e '55), ed un settimo. Nella stagione 1955-56 arrivò solo a sfiorare il primo scudetto viola poiché, seppur di proprietà della società, venne ceduto durante l'estate in prestito al Novara ove giocava e consigliò il suo acquisto Silvio Piola , a Novara che all'epoca militava sempre nella massima divisione giocò altre 24 partite in serie A.  Fu convocato alcune volte nella Nazionale under 21.
Nel 1957 venne ceduto a pieno titolo al Lanerossi Vicenza, con cui disputò 5 stagioni, rivestendo il ruolo di Capitano di quella squadra, scendendo in campo complessivamente per oltre 100 volte (103), e raggiungendo due buoni settimi posti nelle stagioni 1957-58 e 1958-59.
Nel 1961 passò alla Sambenedettese in Serie B, con cui disputò alcune stagioni della seconda divisione, per un totale di oltre 50 partite nella Serie B. Infine al Forlì, ultima tappa della sua carriera, con il suo apporto il Forlì sfiorò la promozione in serie B.
In carriera ha totalizzato complessivamente 169 presenze in Serie A, 64 in Serie B e 58 in Serie C .